# Riederich
Riederich – miejscowość i gmina w Niemczech, w kraju związkowym Badenia-Wirtembergia, w rejencji Tybinga, w regionie Neckar-Alb, w powiecie Reutlingen, wchodzi w skład wspólnoty administracyjnej Metzingen. Leży nad rzeką Erms, ok. 10 km na północny zachód od Reutlingen, przy drodze krajowej B312.